# ميخائيل ليش
ميخائيل ليش (بالإنجليزية: Michael Lisch)‏ هو لاعب كرة قدم أمريكي في مركز حراسة المرمى، ولد في 30 أغسطس 1990 في أوستن في الولايات المتحدة. لعب مع بيتسبورغ ريفرهوندز وتشارلستون بيتري وشارلوت إندبنتنس وهيوستن دينامو.